# Andrei Linde
Andrei Dmitrievici Linde (rusă: Андрей Дмитриевич Линде; născut la 2 martie 1948) este un fizician teoretic ruso-american și profesor de fizică la Universitatea Stanford. Dr. Linde este cel mai bine cunoscut pentru contributiile sale la conceptul de univers inflaționist.
Aceste teorii inflationare au căpătat o dezvoltare deosebită și imresionanta la începutul anilor 80, prin contribuțiile lui Linde,  Starobinsky și Alan Guth (SUA), iar în URSS în anul 1982 s- a întrezărit o concurenta intre Starobinsky și Linde. Se pare,că lucrarea lui Linde deși apărută în același an cu lucrarea lui Starobinsky a avut un răsunet mai mare din cauza abordării tranșante și multilaterale a subiectului inflației. Linde a abordat astfel de aspecte, legate cu principiul cauzalității,  ca: problema orizontului, evoluția spre un univers plan, omogenitatea, isotropia și problema producției de  monopoli. Se pare,că Starobinsky a dat o soluție corecta si rapida a problemei isotropiei, cea ce i- a adus pe ambii la o colaborare ulterioară în anul 1984
Lucrarea lui Linde despre inflația haotică a stârnit un nou val de interes